# (5428) 1987 RA1
Az (5428) 1987 RA1 a Naprendszer kisbolygóövében található aszteroida. Henri Debehogne fedezte fel 1987. szeptember 13-án.